# Jan Olde Riekerink
Jan Olde Riekerink (Hengelo, Países Bajos, 22 de febrero de 1963) exfutbolista y entrenador neerlandés que actualmente es entrenador.

## Biografía
Olde Riekerink formó parte de la estructura y cuerpo técnico del Ajax de 1995 hasta 2002. Más tarde, entrenaría al Gante y al club holandés del FC Emmen.
También fue segundo entrenador del FC Porto y del FC Metalurh Donetsk. En 2007, volvió al Ajax para ser el director de la cantera en la que estuvo hasta 2015, después de unas diferencias con Johan Cruyff.
En marzo de 2016, se convirtió en entrenador del Galatasaray, con el que ganó la Turkish Cup con el resultado de 1-0 contra el Fenerbahçe, el 26 de mayo de 2016. El holandés reemplaza a Mustafa Denizli, que dimitió tras tres meses en el cargo por los malos resultados. El técnico holandés, de 53 años, se había incorporado al club un mes antes para hacerse cargo del centro de formación.

## Trayectoria como entrenador
| Club                                     | País         | Año       |
| ---------------------------------------- | ------------ | --------- |
| AFC Ajax (Cantera)                       | Países Bajos | 1995-2002 |
| KAA Gante                                | Bélgica      | 2002-2003 |
| FC Emmen                                 | Países Bajos | 2003-2004 |
| FC Porto (Segundo entrenador)            | Portugal     | 2005-2006 |
| FC Metalurh Donetsk (Segundo entrenador) | Ucrania      | 2006-2007 |
| Jong Ajax                                | Países Bajos | 2007-2011 |
| Selección de fútbol de China sub-21      | China        | 2011-2012 |
| Selección de fútbol de China sub-19      | China        | 2015      |
| Galatasaray Spor Kulübü                  | Turquía      | 2016      |